# Castellina Marittima
Castellina Marittima és un municipi situat al territori de la província de Pisa, a la regió de la Toscana, (Itàlia).
Castellina Marittima limita amb els municipis de Cecina, Chianni, Riparbella, Rosignano Marittimo i Santa Luce.

## Galeria

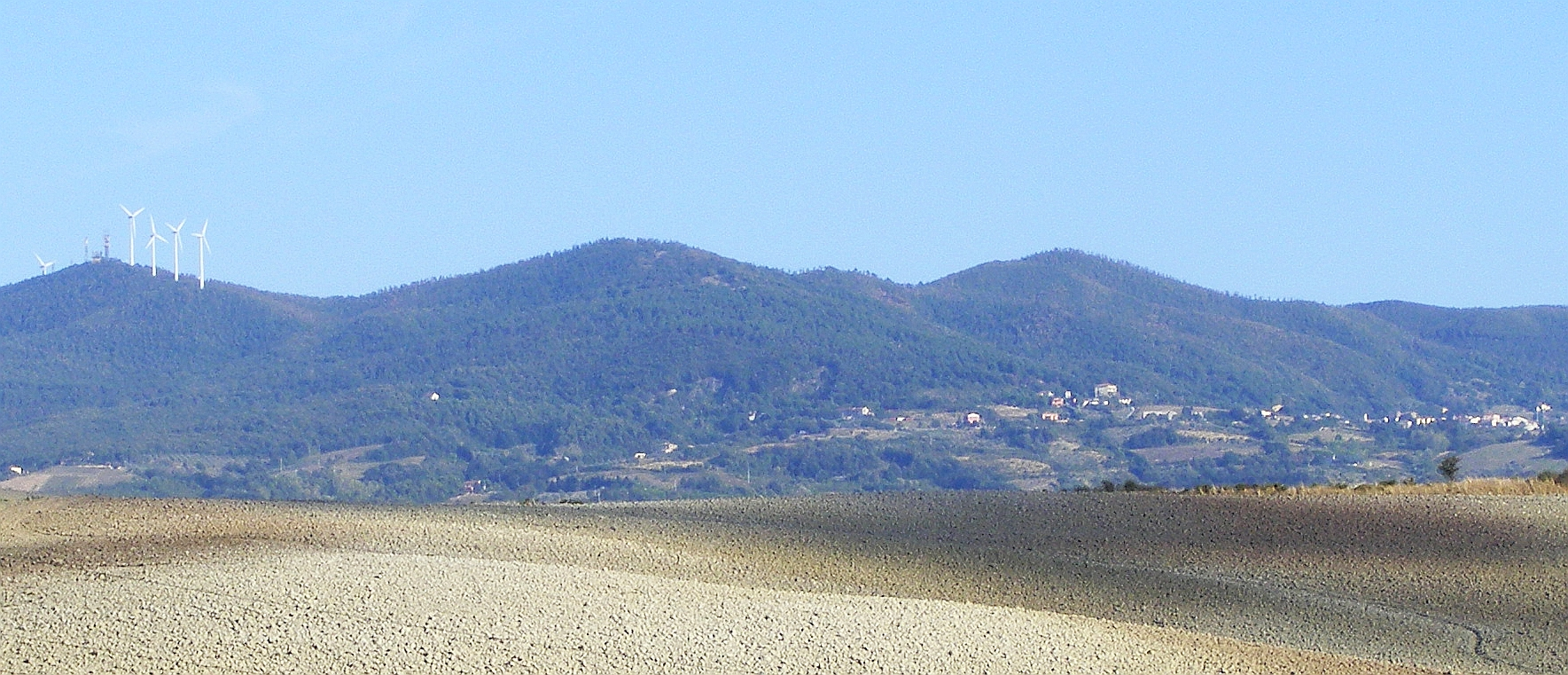
Vista de Castellina Marittima
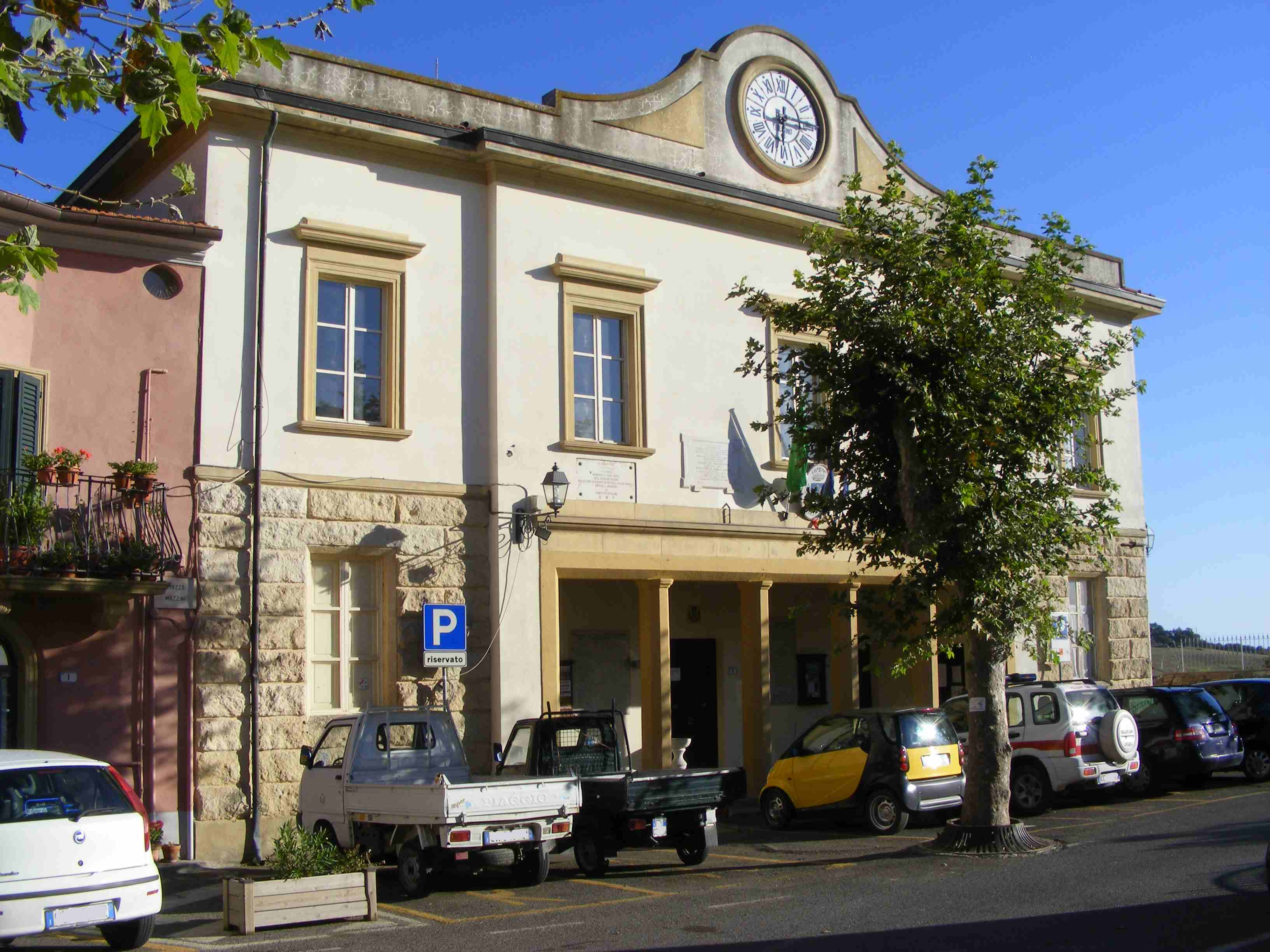
Ajuntament
Localització del municipi a la prov. de Pisa